# Великі Косичі
Великі Косичі (біл. Вялікія Косічы) — село в Білорусі, у Берестейському районі Берестейської області. Орган місцевого самоврядування — Чернинська сільська рада.

## Історія
У 1926 році мешканці села зверталися до польської влади з проханням відкрити українську школу.

## Населення
За переписом населення Білорусі 2009 року чисельність населення села становило 153 особи.